# Teatercentrum (Finland)
Teatercentrum (finska: Teatterikeskus) är en förening som grundades 1971 i Helsingfors. Föreningen bevakar och befrämjar de professionella teatergruppernas verksamhetsmöjligheter. 
År 2006 hade Teatercentrum 23 medlemmar, av vilka fem verkade inom teaterlagens ram och sexton tillhörde de så kallat "laglösa". Föreningen arrangerar till exempel årligen "De laglösas festival" i Björneborg. Föreningen arbetar på olika sätt för en höjning av understödet till de grupper som faller utanför lagen och stödjer dem som har förutsättningar att ta sig inom lagens ram. På längre sikt arbetar man för en förnyad granskning av teater- och orkesterlagen, eftersom man anser att den utgör en broms för ett nytänkande inom teatern. 